# Maria Teresa Andreu i Grau
Maria Teresa Andreu Grau (Barcelona, 21 de gener de 1952) és una exfutbolista i dirigent esportiva catalana, considerada com una de les pioneres del futbol català.
Va jugar com a portera a la Penya Femenina Barcelona, l'equip femení de futbol creat pel FC Barcelona, participant a diversos campionats oficiosos, partits amistosos, quadrangulars i d'altres competicions no oficials.
Després de la seva retirada esportiva el 1982, va continuar vinculada a l'entitat blaugrana, exercint com a entrenadora i presidint la secció de futbol femení. A més, va ser vocal de la junta directiva entre 2000 i 2003. Per altra banda, va ser presidenta de la comissió de futbol femení de la Federació Catalana de Futbol entre 1980 i 2005, potenciant la creació d'una lliga catalana federada la temporada 1981-82 i el debut oficial de la primera Selecció catalana femenina el maig de 1985. A nivell estatal, va ser presidenta del comitè de futbol femení de la Federació Espanyola de Futbol entre 1980 i 1998, on va consolidar les competicions nacionals de futbol femení. També va formar part del Comitè Olímpic Català Femení i de la Comissió Dona i Esport de la UFEC, i va contribuir a crear la Fundació Catalana de Futbol, que té com a primera finalitat la de promoure activitats d'inclusió social mitjançant el futbol.